# Mercenários da ex-URSS na África
Mercenários da ex-URSS na África eram predominantemente militares aposentados do exército soviético ou das forças armadas das ex-repúblicas soviéticas. Os grupos mais numerosos de soldados da fortuna eram da Rússia, Ucrânia e Bielorrússia.

## História
Após a queda do bloco de leste, um grande número de militares perderam o emprego. Muitas unidades militares foram dissolvidas e os militares foram demitidos. Alguns desistiram por causa dos baixos salários. Parte dos demitidos foi para os mercenários.
A África tornou-se o principal destino para empregos estrangeiros. O afluxo de especialistas da antiga União causou uma queda nos preços dos serviços de mercenários. O fato é que eles cobravam menos do que os nativos dos países ocidentais.
Havia uma demanda por especialistas na operação de equipamentos militares, especialmente os soviéticos, que no continente eram bastante. Os mais procurados eram pilotos, especialistas em manutenção, oficiais do estado-maior e especialistas em operações especiais, atiradores de elite.

## Participação em conflitos
- Primeira Guerra do Congo: em 1997, o presidente Mobutu Sese Seko criou uma unidade punitiva especial composta por forças especiais aposentadas da Rússia, Ucrânia e ex-Iugoslávia. Ao todo, cerca de cem pessoas. Eles foram principalmente encarregados de realizar ações contra-partidárias[2][4].
- Guerra Civil Angolana: em ambos os lados lutaram pilotos da Rússia e da Ucrânia. Enfrentaram-se várias vezes uns com os outros[1][5].
- Guerra Eritreia-Etiópia: pilotos ucranianos e russos participaram ativamente da guerra aérea. Desempenharam um papel importante no conflito[6].
- Guerra Civil de Serra Leoa: em ambos os lados, várias centenas de nativos das antigas repúblicas soviéticas lutaram[1][5].
- Segunda Guerra do Congo/Guerra do Quivu: pilotos de aviões e helicópteros estão envolvidos[7].
- Primeira Guerra Civil da Costa do Marfim: pilotos e técnicos da Bielorrússia participaram.
- Guerra Civil Líbia (2011): a participação de especialistas militares, conselheiros e mercenários da Bielorrússia ao lado do governo de Muammar Gaddafi.

## Avaliações
O mercenário francês Bob Denard elogiou as atividades de seus colegas das ex-URSS. No entanto eles tinham deficiências: falta de conhecimento de línguas estrangeiras, especialmente inglês e francês, e a falta de escritórios especiais que enviariam grupos treinados para a África.

## Principais fontes
- Владимир Воронов, Павел Мороз. Слуги смерти: Русские наёмники в Африке //  Собеседник : газета. —  28 мая 2001.
- Георгий Зотов. Дикие гуси : Откровения легендарного "солдата удачи" Боба Денара // Известия : газета. — 3 ноября 2001.
- Георгий Филин. Гусь в лампасах : Бывшие российские военные признаны лучшими в мире наёмниками // Версия : газета. — 13 декабря 2014.